# Алоїз Поллендер
Алоїз Поллендер (нім. Aloys Pollender) — німецький лікар, першовідкривач збудника сибірки Bacillus anthracis.

## Біографія
Згідно з реєстром хрещень католицької парафії в Бармені, Поллендер був хрещений 26 січня 1799 року. Проте він сам вказав 1800 рік у своєму резюме, яке додавалося до його докторської дисертації. Його батько, Габріель Поллендер, був міським чиновником і жив зі своєю матір'ю Марією-Анною в Бармені близько 1799 року, пізніше в Клеве, Моншау і Нойсі. Поллендер навчався у середній школі в Клеве і вважався талановитим учнем, його батько викладав йому французьку та італійську мови.
На Поллендера тривалий вплив надали часті переїзди та тривала хвороба батька. Після того, як французи відступили з Німеччини в 1815 році, батько спочатку не знайшов роботи, тому в сім'ї закінчилися фінансові кошти, а Поллендер не зміг продовжувати відвідувати середню школу, тому він пішов учнем до фармацевта. Поллендер ніколи не відкидав своєї мети стати лікарем. За допомогою приватних репетиторів він завершив навчання в середній школі й почав навчання в Боннському університеті в 1820 році. У 1823 році його батько помер від туберкульозу, а в 1824 році Поллендер закінчив навчання і в тому ж році отримав ступінь доктора.
Хоча він працював фармацевтом, що дозволяло йому заробляти невеликий дохід, він все одно мав заборгованість за навчання в університеті. Брак коштів супроводжував Поллендера протягом усього життя, він, мабуть, був здібним і популярним студентом, щоб закінчити навчання ймовірно завдяки тільки стипендіям. Через свої борги Поллендер незабаром був змушений відкрити власну практику у травні 1826 року. Однак він не досяг процвітання своїх братів і сестер. З одного боку, це було пов'язано з його самовідданою працею щодо хворих — повідомляють, що він часто забував виписувати рахунки. З іншого боку, він дозволив собі найкращі та найдорожчі мікроскопи для своїх досліджень. Після 1830 року він залишався заборгованим за колегіум, поки окружний управитель не допоміг йому і не призначив його лікарем для бідних, і він мав право на щорічну компенсацію в 60 талерів.
Його дослідження, які він широко проводив працюючи лікарем, не обмежувалися лише медичною галуззю, а й поширювалися на біологію. Поллендер також отримав першу нагороду за свою дослідницьку роботу в біологічній галузі, коли Прусська академія наук присудила йому премію Котеніуса в 1847 році за роботу з анатомічного дослідження льону. Ця робота стала результатом виконання завдання, поставленого Академією в 1845—1847 роках: «Анатомічне дослідження льону, особливо його луб'яного волокна, в різний час його розвитку, щодо його якості, поєднане з дослідженням хімічних і механічних змін, яких воно зазнає під час випалення, і яких зазнає його луб'яне волокно під час переробки на льон і льону на папір».

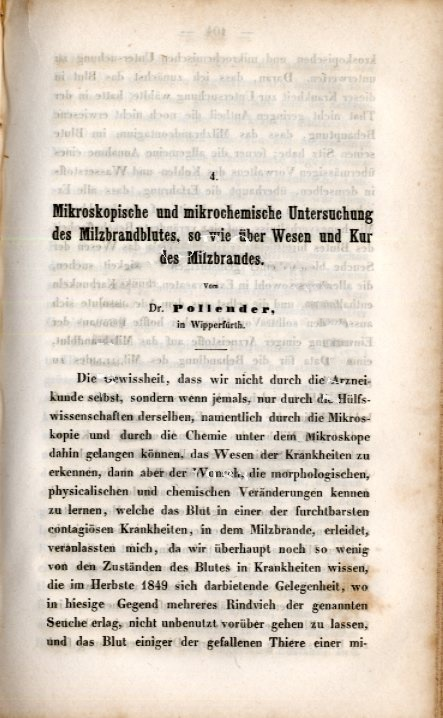
Книга Поллендера «Природа та лікування сибірки» (1855)

Він спостерігав за сибіркою з 1841 року. Поглибив свої дослідження в 1849 році, але робота про сибірку була надрукована лише в 1855 році. У заключній частині своєї праці він написав:
|  | Я шкодую, що мені довелося обмежити свої дослідження сибіркової крові з мікрохімічної точки зору майже лише загальною хімічною поведінкою кров’яних тілець проти кількох реагентів, і що професійні обов’язки не дали мені часу, щоб продовжити це далі... |

Хоча його робота не привела до остаточного рішення щодо збудника сибірки, проте він встановив бактеріальне її походження. Поллендер свої дослідження виявленої ним бацили — збудника хвороби. Як зовнішнє визнання відкриття йому було присвоєно звання медичного радника. Патологоанатом Отто Боллінгер підтвердив твердження про відкриття збудника в 1872 році.
Остання відома наукова робота була опублікована Поллендером у Бонні в 1868 році. Це було 47-сторінкове комплексне дослідження походження, розвитку, структури та хімічної поведінки пилку.
У віці сімдесяти років Поллендер уклав морганатичний шлюб із робітницею Терезою Баусманн, яка була на 42 роки молодшою за нього. У суспільстві його більше не поважали, і він був змушений покинути Віпперфюрт, незважаючи на свій вік і заслуги. Він переїхав до своїх братів і сестер у Брюссель, де тривало не залишився, і в липні 1872 року разом із дружиною та їхнім сином, який тим часом народився, переїхав до рідного міста Бармен. Він і тут не знайшов у собі сил успішно працювати лікарем, та й отриманий ним спадок брата в Брюсселі протримався недовго. Поллендер помер у безгрошів'ї у серпні 1879 року. Його дружину та дитину взяла до себе сестра в Брюсселі. Його син помер у дитинстві.

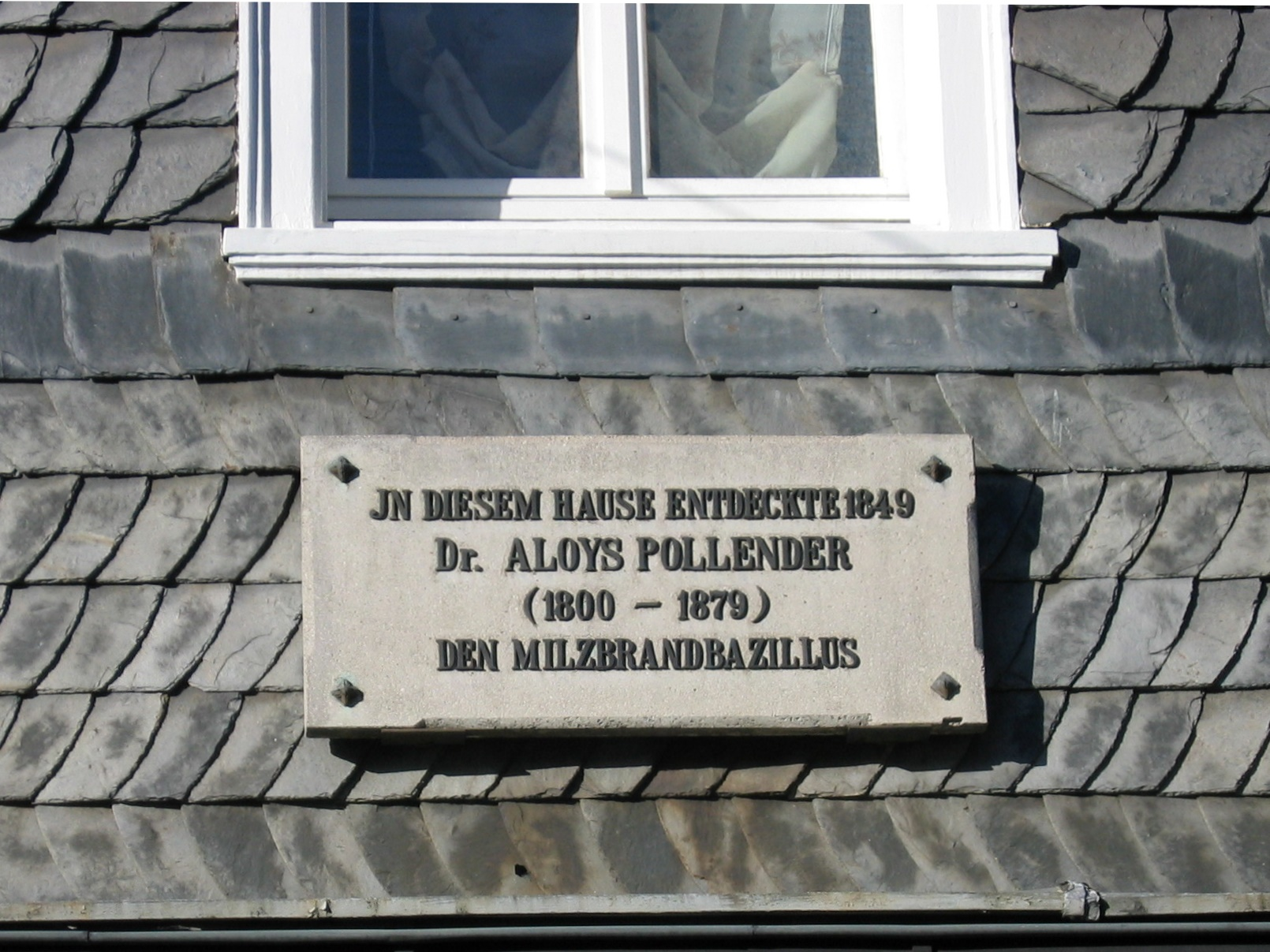
Пам'ятна дошка у Віпперфорті про відкриття Поллендером збудника сибірки

## Пам'ять
28 липня 1929 року на вулиці Хохштрассе, 22 у Віпперфюрті було відкрито пам'ятну дошку. Він містить напис: «У цьому будинку у 1849 році Др. Алоїс Поллендер (1800—1879) відкрив бацилу сибірки». Три вулиці у Віпперфюрті, сусідньому Ліндларі та Нойсі носять його ім'я.